# Slam Dunk (Da Funk)
Slam Dunk (Da Funk) è un singolo della boy band britannica Five, pubblicato nel 1997 ed estratto dall'album Five.

## Tracce
- CD (USA)

1. Slam Dunk (Da Funk) [Radio Edit] - 3:38
2. Slam Dunk (Da Funk) [NBA Edit] - 2:30

- CD 1 (UK)

1. Slam Dunk (Da Funk) [Radio Edit] - 3:38
2. Straight Up Funk - 4:00
3. Slam Dunk (Da Funk) [Candy Girls Vocal Club Mix] - 6:31
4. Slam Dunk (Da Funk) [Video] - 3:41

- CD 2 (UK)

1. Slam Dunk (Da Funk) [Radio Edit] - 3:38
2. Slam Dunk (Da Funk) [Candy Girls Club Mix] - 5:16
3. Slam Dunk (Da Funk) [Future Funk Mix] - 6:35
4. Slam Dunk (Da Funk) [Sol Brothers Mix] - 8:57
5. Slam Dunk (Da Funk) [Bug Remix] - 6:36